# اوبرلونگوتس
شهر اوبرلونگوتس (به آلمانی: Oberlungwitz) در ایالت زاکسن در کشور آلمان واقع شده‌است.